# Tatort: Gier und Angst
Gier und Angst ist ein Fernsehfilm aus der Krimireihe Tatort, der am 2. Januar 2022 erstmals im SRF, im ORF und im Ersten gesendet wurde. Es ist die 1185. Folge der Tatort-Reihe und der 21. Fall des Dortmunder Teams um die Ermittler Faber und Bönisch (Faber 21., Bönisch 20.).

## Handlung
Der Manager Josef Micklitza hat am späten Abend im Dortmunder Hafengelände eine Leiche mit einer Schussverletzung gefunden. Der Tote ist sein Vermögensberater Claus Lembach, ein Schwergewicht in der hochsensiblen Branche der Privatbanken. Micklitza wurde vor einem halben Jahr wegen Vorteilsnahme und Unterschlagung als CEO eines Automobilzulieferers gefeuert; außerdem streitet er vor Gericht mit Wiglaf Beck, dem Chef des Opfers.
Da verschwindet Josef „Jo“ Micklitza. Sein Bruder Georg „Micki“, Besitzer eines Nachtclubs, erzählt weiteren Kunden von Becks Anlagefirma, dass sie ihr Geld nicht mehr zurückbekämen. Pawlak entdeckt, dass seine drogensüchtige Frau Ella, die seit einem Jahr verschwunden ist, jetzt bei Micki lebt, und beschattet die beiden.
Corinna Lembach, die Witwe des Toten, erzählt Faber, dass ihr Mann aus den betrügerischen Geschäften der Anlagefirma aussteigen wollte und sich deshalb mit Josef Micklitza getroffen habe.
Micki Miklitza lockt Pawlak in einen leerstehenden Schwimmbad-Club, in dem er seinen Bruder Jo versteckt hat. Dort setzt er Pawlak unter Drogen. Als Micki Pawlak erschießen will, wie er zuvor schon Lembach erschossen hat, geht Ella dazwischen und ersticht Micki. Als die Polizei den Schwimmbad-Club durchsucht, wird Micki tot aufgefunden, Ella und Jan Pawlak werden verletzt gerettet. Jo Micklitz wird bei einem Bauernhof festgenommen.
Im Verhörraum spricht Ella mit Jan. Sie will nie mehr zu Jan und ihrer gemeinsamen Tochter Mia zurückkehren, weil sie Mia und Jan keine Liebe geben könne.

## Hintergrund
Der Film wurde vom 20. April 2021 bis zum 19. Mai 2021 in Dortmund, Köln und Umgebung gedreht. Die Schlussszenen im stillgelegten Schwimmbad entstanden im Krefelder Stadtbad.

## Rezeption

### Kritiken
Christian Buß von Spiegel Online wertete: „Die einen hängen an der Nadel, die anderen am Dax – nicht immer ist in diesem verschachtelten Film-noir-Tatort klar, wie das eine mit dem anderen zusammenhängt. […] Der entfesselte Panik-Thriller […] wirkt über Strecken wie eine Mischung aus Tote schlafen fest und Trainspotting – rauschbedingte Logiklöcher inklusive. […] Die volle Dröhnung Gewinnsucht und Wahn: Trotz wackeligem Plot ein irrer Tatort-Trip.“
Bei der Süddeutschen Zeitung urteilte Claudia Fromme: „Es wird viel gefahren und gerufen und gerannt, aber Tempo hat dieser Tatort […] trotzdem nicht. Zwischendurch hat man das Gefühl, man könnte sich ein Kaltgetränk holen, ohne zu viel zu verpassen. Benebelt sind hier fast alle, vom Geld, den Drogen, und ja, auch von der Liebe.“
Martina Kalweit schrieb für Tittelbach.tv: „Martin Eiglers ‚Tatort – Gier und Angst‘ (unafilm) ist eine Zustands-Beschreibung der kapitalistischen Gier-Gesellschaft und eine psychologisch fein austarierte Studie über Angst und Macht. Deutlich auf das Quartett der Kommissare konzentriert, setzt der Fall nicht auf rasende Spannung, überzeugt aber als ambitionierte, vertrauensbildende Maßnahme für alle, denen die Dortmunder bislang zu verwegen oder verzickt daherkamen.“
Für kino.de und schrieb Marek Bang: „Unterm Strich bleibt der ‚Tatort – Gier und Angst‘ ein launiger Krimi, der ein wenig wie eine Fahrt auf der Überholspur anmutet, in der zwar ständig die Lichthupe bedient wird, die schönsten Momente aber im Rückspiegel zu betrachten sind, wenn das Bremspedal zum Einsatz kommt. Da die Geschichte um Jan Pawlak am Ende immerhin zu einer Art Abschluss kommt, bleiben die Dortmunder Aussichten für 2022 ungetrübt. Das lecker Pils für die nächste Folge steht jedenfalls schon im Kühlschrank.“
Oliver Armknecht von film-rezensionen.de meinte, in diesem „Tatort“ „wird erst eine Leiche entdeckt, dann der Finder vermisst, bis eine vermisste Frau gefunden wird. Die Geschichte geht dabei um ein paar Ecken, ist aber nie so wirklich spannend. Sehenswert ist der Krimi eher als Drama, wenn hier einige wirklich traurige Momente auf das unbedarfte Publikum warten.“

### Einschaltquoten
Bei der Erstausstrahlung von Gier und Angst am 2. Januar 2022 verfolgten in Deutschland insgesamt 9,11 Millionen Zuschauer die Filmhandlung, was einem Marktanteil von 28,3 Prozent für Das Erste entsprach. In der als Hauptzielgruppe für Fernsehwerbung deklarierten Altersgruppe von 14–49 Jahren erreichte der Tatort 1,91 Millionen Zuschauer und damit einen Marktanteil von 23,5 Prozent in dieser Altersgruppe.